# كولن أنغل
كولن أنغل (بالإنجليزية: Colin Angle) هو مسير أعمال أمريكي، ولد في 1967.